# Harry Schwarzwälder

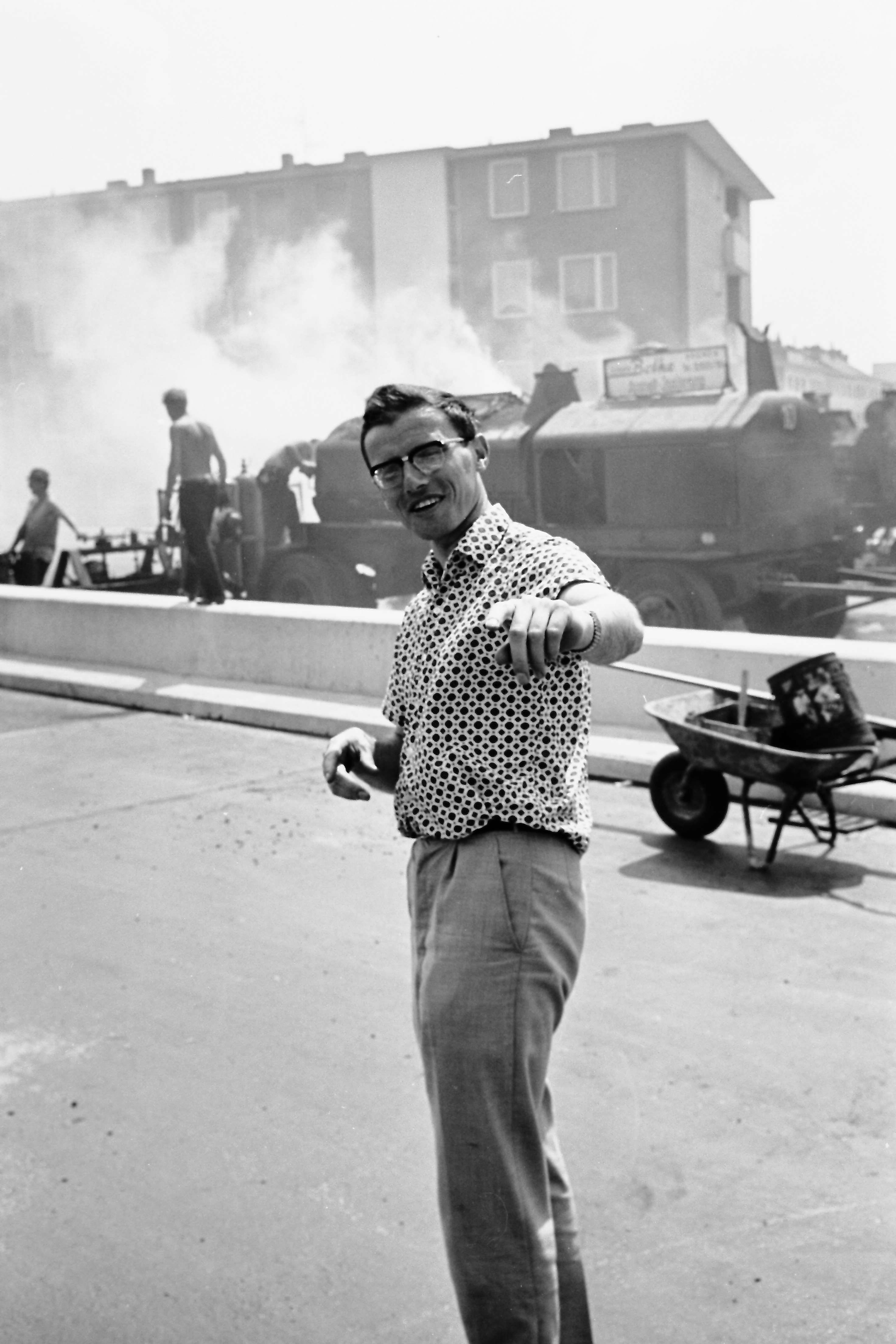
Harry Schwarzwälder (bei einem dienstlichen Baustellenbesuch in Bremen), 1969

Harry Schwarzwälder (* 16. März 1929 in Bremen; † 28. April 2019 in Bremen) war ein deutscher Heimatforscher.

## Leben

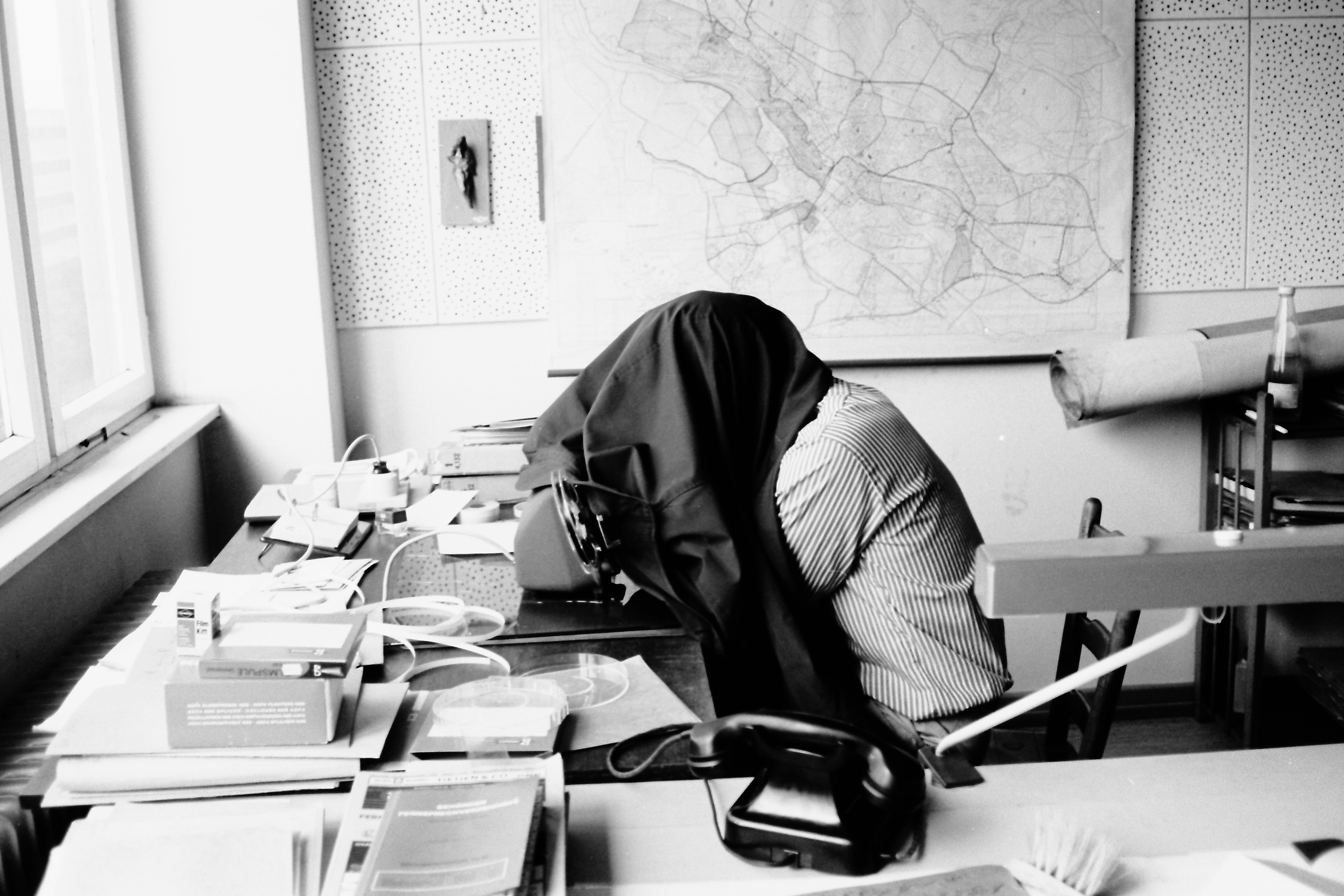
Harry Schwarzwälder, hier bei einer Filmbetrachtung seiner Aufnahmen in seiner Dienststelle, 1972

Harry Schwarzwälder war der jüngere Bruder des Bremer Historikers Herbert Schwarzwälder (1919–2011). Er arbeitete als Verwaltungsangestellter im Amt für Straßen- und Brückenbau der Stadt Bremen und war 36 Jahre lang im Bauressort für Bremens Weserbrücken zuständig.
Seit Mitte der 1960er Jahre betätigte Schwarzwälder sich nebenher und später im Ruhestand als Heimatforscher und betrieb vor allem Grundlagenforschung zu verschiedenen Themen der Geschichte der Stadt Bremen. Er legte zahlreiche Untersuchungen zur Bremer Geschichte vor, häufig im Eigenverlag oder in handschriftlicher Form. Dazu gehören unter anderem „zehn Bände zur Geschichte des Bürgerparks sowie eine Arbeit zu den Senatoren, Bürgermeistern und Präsidenten des Senats.“ Im Bremischen Jahrbuch, der von der Historischen Gesellschaft Bremen zusammen mit dem Staatsarchiv Bremen herausgegebenen historischen Fachzeitschrift Bremens, wurden im Zeitraum von 1978 bis 2010 mehrmals sowohl Beiträge von ihm als auch Hinweise auf seine Arbeiten veröffentlicht. Sein Buch von 1968 über die Weserbrücken in Bremen gilt bis heute als Standardwerk.

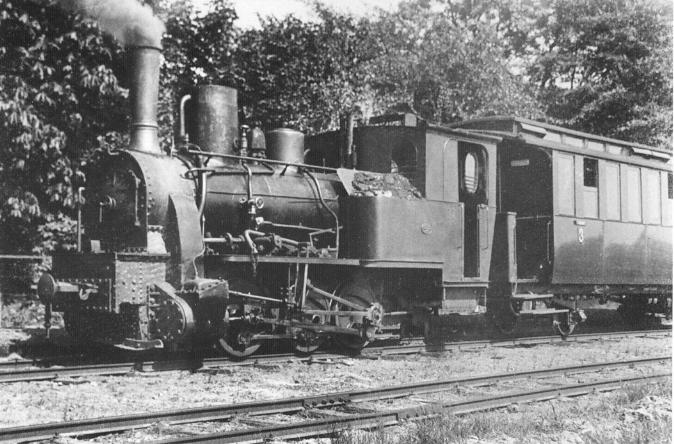
Beispiel für eine historische Photographie aus der „Sammlung Harry Schwarzwälder“: Lokzug der Kleinbahn „Jan Reiners“, um 1905

Zudem legte er ein umfangreiches Privatarchiv von historischen Dokumenten sowie eine Sammlung von historischen Photographien und Ansichtspostkarten zur Bremer Geschichte an, mit deren Hilfe er seine Forschungsarbeiten belegte und aus denen er teils sowohl das Staatsarchiv Bremen und die Staats- und Universitätsbibliothek Bremen als auch andere Institutionen und Museen wie zum Beispiel das Bremer Focke-Museum bediente und bei Ausstellungen etc. mit Leihgaben unterstützte.
Darüber hinaus sammelte Schwarzwälder seit Mitte der 1960er Jahre und unterstützt von seiner Frau jahrzehntelang alte und neue, teils „kuriose“ Flaschen verschiedener Arten, Farben, Formen, Herkunft, Materialien, Verwendungszwecke sowie Zeiten etc. und brachte es auf eine Privatsammlung von mehr als 6000 Exponaten. Teile seiner Flaschensammlung wurden mehrmals öffentlich ausgestellt, wie zum Beispiel im Heimatmuseum Schloss Schönebeck in Bremen-Vegesack im Jahr 1992, im Museum Soltau in der niedersächsischen Stadt Soltau und im Bremer Focke-Museum.
Er engagierte sich in seiner Heimatstadt Bremen für die Bewahrung der lokalen und regionalen Geschichte und die Erhaltung von bedeutenden historischen Objekten. So trug er zum Beispiel im Jahr 1999 bei der Aufstellung von zwei restaurierten Löwenköpfen aus Sandstein unterhalb der Wilhelm-Kaisen-Brücke an der Uferpromenade „Untere Schlachte“ zur richtigen baugeschichtlichen Zuordnung bei – sie dienten ursprünglich als Verzierung der Ausbuchtungen am altstadtseitigen Strompfeiler der 1945 gesprengten und 1960 abgebrochenen Großen Weserbrücke und waren 1998 bei Baggerarbeiten in der Weser wieder aufgetaucht. Im Jahr 2000 engagierte Schwarzwälder sich bei der Vorbereitung von Veranstaltungen anlässlich des 100. Geburtstags der historischen Kleinbahn Bremen–Tarmstedt (volkstümlich „Jan Reiners“ genannt) und steuerte unter anderem für Ausstellungszwecke ein von ihm nachgebautes kleinmaßstäbliches Modell der Lokomotive der Jan-Reiners-Bahn bei. Im Jahr 2008 arbeitete er beim Stadtteil-Archiv der Bremer Neustadt an der Erstellung der Ausstellung „Bremens Weserbrücken im Wandel der Zeiten“ mit, die dort ab Ende desselben Jahres gezeigt wurde.  Auf Initiative von ihm und dem Lokalpolitiker Helmut Kasten ließ der Beirat des Bremer Stadtteils Gröpelingen, in dem Schwarzwälder zeitlebens mit seiner Familie wohnte, im Jahr 2009 eine Nachbildung eines historischen Grenzsteins von 1743 am Schwarzen Weg aufstellen.
Für seine Arbeiten wurde Schwarzwälder in den Jahren 1978 und 1999 der Bremer Preis für Heimatforschung verliehen, und 2014 wurde er mit dem von der Wittheit zu Bremen und neun weiteren angeschlossenen Vereinen ausgeschriebenen Preis für sein Lebenswerk geehrt:

„Die von ihm betriebene Grundlagenforschung ist eine fleißige, wunderbare Arbeit.“

Harry Schwarzwälder war verheiratet und hatte mit seiner Frau Heike zwei Kinder. Er starb 2019 im Alter von 90 Jahren und wurde auf dem Waller Friedhof beerdigt.

## Auszeichnungen und Ehrungen
- 1978: Bremer Preis für Heimatforschung, für seine Studie Die Verbesserung der Verkehrsverhältnisse zwischen Bremen und Burg Anfang des 19. Jahrhunderts[12]
- 1999: Bremer Preis für Heimatforschung, für seine Arbeit über Leben und Werk des Bremer Bildhauers Diedrich Samuel Kropp (1824–1913)[13]
- 2014: Bremer Preis für Heimatforschung, für sein Lebenswerk als „Chronist der Bremer Geschichte“[3]

## Veröffentlichungen
- Harry Schwarzwälder: Die Weserbrücken in Bremen. Schicksal von 1939–1948 (= Bremer Veröffentlichungen zur Zeitgeschichte. Nr. 2). Schünemann Verlag, Bremen 1968, DNB 458913898.
- Die Straße von Bremen nach Oberneuland und Lilienthal. Bremen 1973 (Maschinenschrift, im Staatsarchiv Bremen).
- Die Verbesserung der Verkehrsverhältnisse zwischen Bremen und Burg Anfang des 19. Jahrhunderts. In: Bremisches Jahrbuch, Band 56, 1978, S. 65–203 (Digitalisat bei der SuUB).
- Grenzsteine im bremischen Werder- und Blockland. Die Grenzmarkierung nach dem Zweiten Stader Vergleich von 1741. In: Bremisches Jahrbuch, Band 58, 1980, S. 79–91 (Digitalisat bei der SuUB).
- Die Wettersäule vorm Bischofstor. In: Bremisches Jahrbuch, Band 66, 1988 (zugleich Festschrift für Wilhelm Lührs und Klaus Schwarz[15]), S. 341–363 (Digitalisat bei der SuUB).
- Diedrich Samuel Kropp. In: Bürgerparkverein Bremen (Hrsg.): Informationsblatt des Bürgerparkvereins, Bremen 1997, S. 30–38.
- Leben und Werk des Bildhauers Diedrich Samuel Kropp. 1824–1913. In: Bürgerparkverein Bremen (Hrsg.): Informationsblatt des Bürgerparkvereins, Bremen 1998.
- Ein vergessener Bremer Bildhauer. In: Axel Behne, Oliver Gradel (Hrsg.): Mensch sein und den Menschen nützen. Hermann Allmers und seine Künstlerfreunde. Katalog zur Ausstellung im 100. Todesjahr von Hermann Allmers (= Kranichhaus-Schriften, Band 4). Landkreis Cuxhaven, Hagen im Bremischen Juni 2002, ISBN 3-934100-04-X (im Archiv des Landkreises Cuxhaven).
- Das Begräbniswesen in Bremen im 19. Jahrhundert. Band 1–4. Eigenverlag, Bremen 2002 (insgesamt 1639 Seiten; in der Bibliothek der Handelskammer Bremen sowie in der Staats- und Universitätsbibliothek Bremen).
- Versuch einer Darstellung vom Leben und Werk des Bildhauers Carl Steinhäuser. 1813–1879. Eigenverlag, Bremen 2004 (in der Bibliothek der Handelskammer Bremen sowie in der Staats- und Universitätsbibliothek Bremen).